# كارولين كالوي
كارولين كالوي (بالإنجليزية: Caroline Calloway)‏ (5 ديسمبر 1991، فولز تشيرش في الولايات المتحدة)؛ صحفية وروائية أمريكية. درست في جامعة كامبريدج.